# Led Zeppelin United Kingdom Tour Winter 1971
Led Zeppelin United Kingdom Tour Winter 1971 – piąta brytyjska trasa koncertowa grupy muzycznej Led Zeppelin z 1971 r. Obejmowała Wielką Brytanię oraz jeden koncert w Szkocji.

## Program koncertów
1. „Immigrant Song” (Page, Plant)
2. „Heartbreaker” (Bonham, Page, Plant)
3. „Out on the Tiles” (intro)(Page, Plant, Bonham)/„Black Dog” (Page, Plant, Jones)
4. „Since I’ve Been Loving You” (Page, Plant, Jones)
5. „Rock and Roll” (Page, Plant, Jones, Bonham)
6. „Stairway To Heaven” (Page, Plant)
7. „Going To California” (Page, Plant)
8. „That’s the Way” (Page, Plant)
9. „Tangerine” (Page)
10. „Bron-Yr-Aur Stomp” (Page, Plant, Jones)
11. „Celebration Day” (Jones, Page, Plant)
12. „Dazed and Confused” (Page)
13. „What Is And What Should Never Be” (Page, Plant)
14. „Moby Dick” (Bonham)
15. „Whole Lotta Love” (Bonham, Dixon, Page, Plant, Jones)

Bisy (zmieniały się na koncertach):
1. „Thank You” (Page, Plant)
2. „Communication Breakdown” (Bonham, Jones, Page)
3. „Gallows Pole” (Page, Plant) (tylko 16 listopada)
4. „Weekend” (13 listopada, 16 listopada oraz 2 grudnia)
5. „It’ll Be Me” (tylko 2 grudnia)

## Lista koncertów
1. 11 listopada 1971 – Newcastle upon Tyne, Anglia – Newcastle City Hall
2. 12 listopada 1971 – Sunderland, Anglia – Locarno Ballroom
3. 13 listopada 1971 – Dundee, Szkocja – Caird Hall
4. 16 listopada 1971 – Ipswich, Anglia – St. Mathew’s Baths
5. 17 listopada 1971 – Birmingham, Anglia – Kinetic Circus
6. 18 listopada 1971 – Sheffield, Anglia – Sheffield University
7. 20 listopada 1971 – Londyn, Anglia – Empire Pool (‘Electric Magic’ show)
8. 21 listopada 1971 – Londyn, Anglia – Empire Pool (‘Electric Magic’ show)
9. 23 listopada 1971 – Preston, Anglia – Preston Public Hall
10. 24 listopada 1971 – Manchester, Anglia – Free Trade Hall
11. 25 listopada 1971 – Leicester, Anglia – Leicester University
12. 29 listopada 1971 – Liverpool, Anglia – Liverpool Stadium
13. 30 listopada 1971 – Manchester, Anglia – sala Kings Hall w Belle Vue
14. 2 grudnia 1971 – Bournemouth, Anglia – Royal Ballroom
15. 15 grudnia 1971 – Salisbury, Anglia – City Hall